# Heteranthera limosa
Heteranthera limosa är en vattenhyacintväxtart som först beskrevs av Olof Swartz, och fick sitt nu gällande namn av Carl Ludwig von Willdenow. Heteranthera limosa ingår i släktet Heteranthera och familjen vattenhyacintväxter. Inga underarter finns listade.

## Bildgalleri

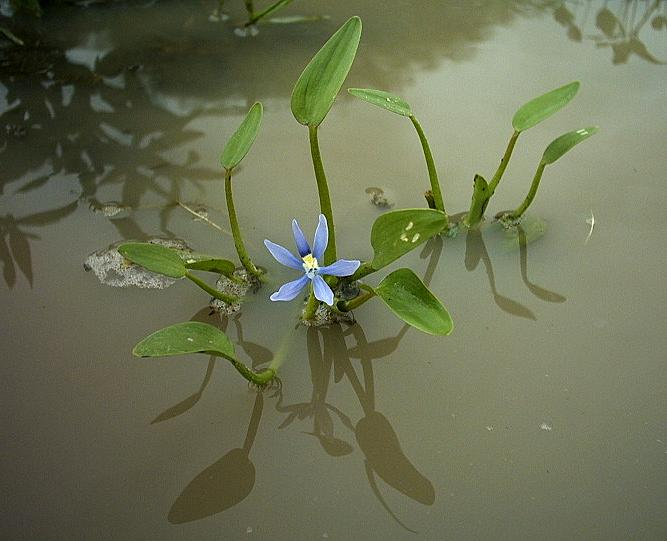